# Dorr E. Felt
Dorr E. Felt (ur. 18 marca 1862, zm. 7 sierpnia 1930) – amerykański wynalazca, twórca Comptometru.
W 1882 roku przeprowadził się do Chicago, gdzie pracował przy projektowaniu maszyn. Stał się znany za sprawą wynalezienia w 1884 (według innego źródła 1887) roku Comptometru, maszyny liczącej, w którym liczby wprowadzono przez naciskanie klawiszy. Maszyna odniosła sukces komercyjny i stała się jednym z podstawowych narzędzi dla amerykańskich księgowych w I połowie XX wieku. Na początku XX wieku osiadł przy zachodnim wybrzeżu stanu Michigan.